# Niinisaari (ö i Mellersta Finland, Joutsa, lat 61,94, long 26,08)
Niinisaari är en ö i Finland. Den ligger i sjön Rutajärvi och i kommunen Joutsa i den ekonomiska regionen  Joutsa ekonomiska region  och landskapet Mellersta Finland, i den södra delen av landet, 210 km norr om huvudstaden Helsingfors. Öns area är 2,3 hektar och dess största längd är 270 meter i nord-sydlig riktning.